# Sacristie de Tyrväntö
La sacristie de Tyrväntö (en finnois : Tyrvännön sakaristo) est une sacristie  située à Tyrväntö dans la municipalite d'Hattula en Finlande .

## Présentation
La sacristie est la seule partie réalisée du projet de construction d'une église médiévale en pierre à Tyrväntö. 
Elle a probablement été construite au début du XVIe siècle.